# Bruegelfonteintjes

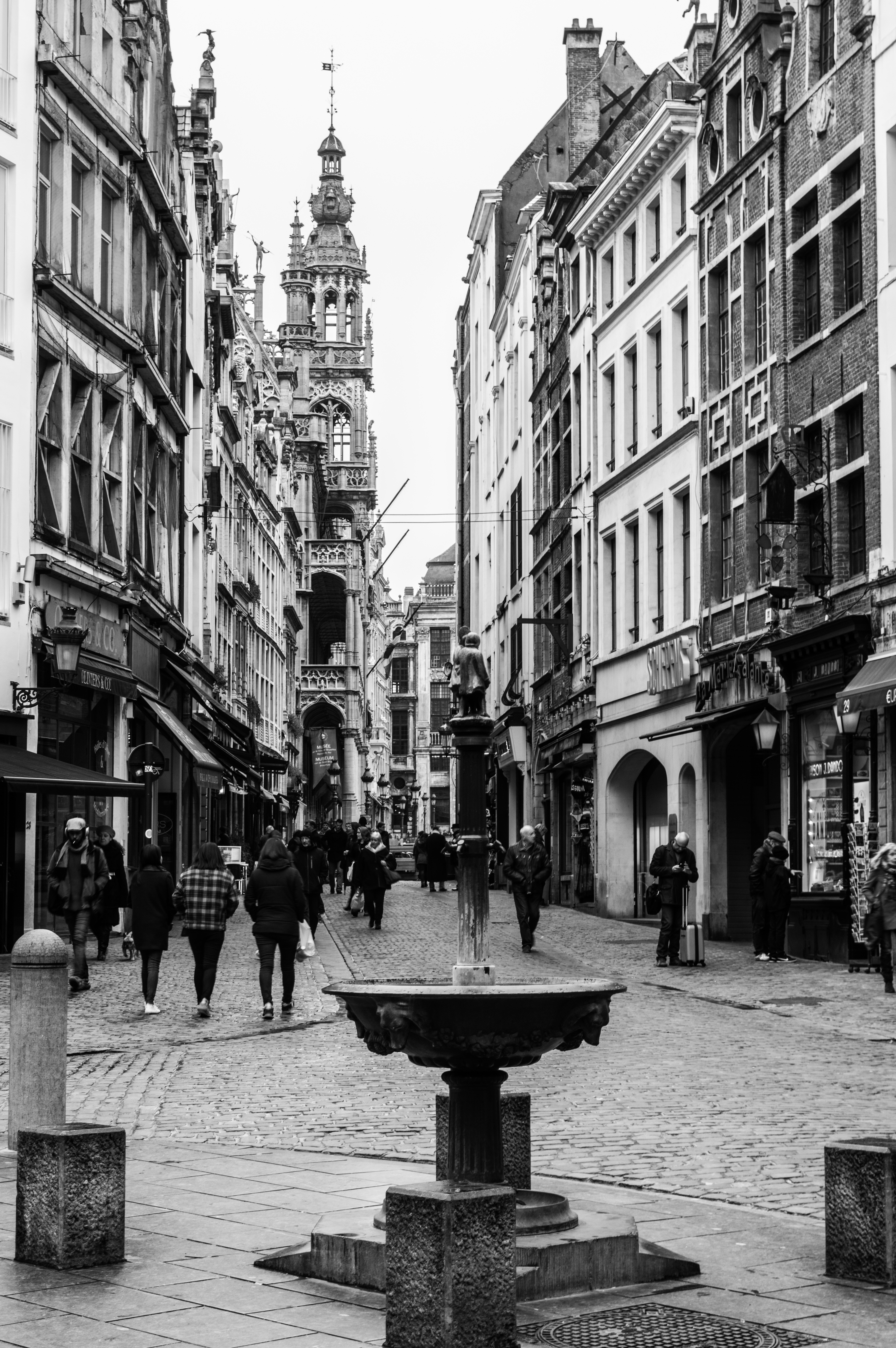
De blinden in de Boterstraat

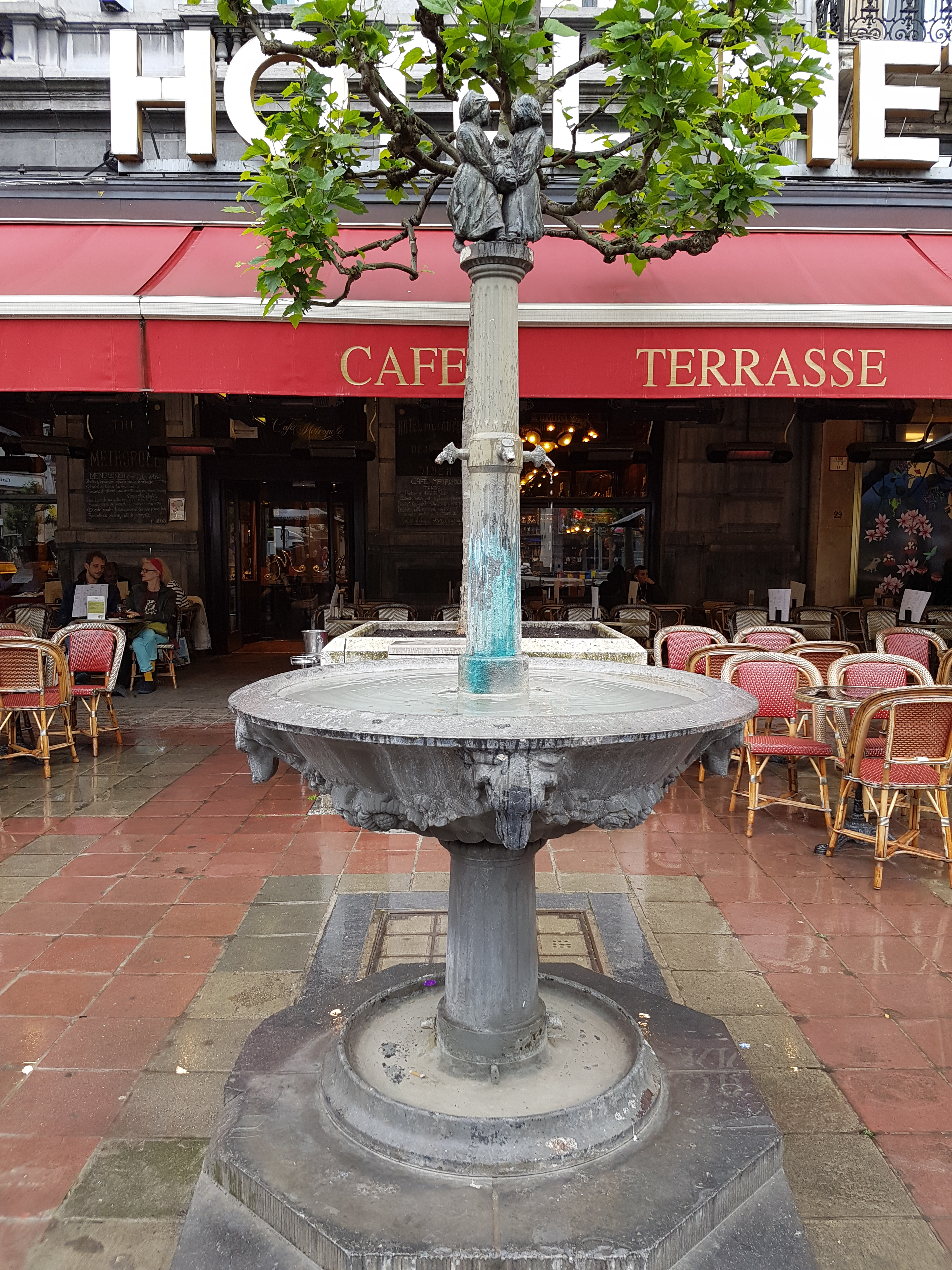
Wiegsters op het De Brouckèreplein

De Bruegelfonteintjes (Frans: Abreuvoirs breugheliens) zijn Brusselse drinkwaterfonteintjes met sculpturen naar schilderijen van Pieter Bruegel de Oude.

## Geschiedenis
Met het initiatief wilde het stadsbestuur in 1979 een oude traditie in ere herstellen, door op de plaats van verdwenen fonteinen nieuwe te zetten. Teruggrijpend naar de Wallace-fonteinen, die verschillende bekkens hadden voor honden, paarden, mensen en vogels, hebben de meeste exemplaren een grote kuip en een kleinere eronder. Ze spuiten niet continu, maar zijn uitgerust met drukkraantjes. De bronzen beeldjes, in 1980-84 gemaakt door Jos De Decker (1912-2000) en Jean Roig (°1926), staan op de top van een meestal gecanneleerde zuil. Ze bleken populair bij dieven en vandalen.

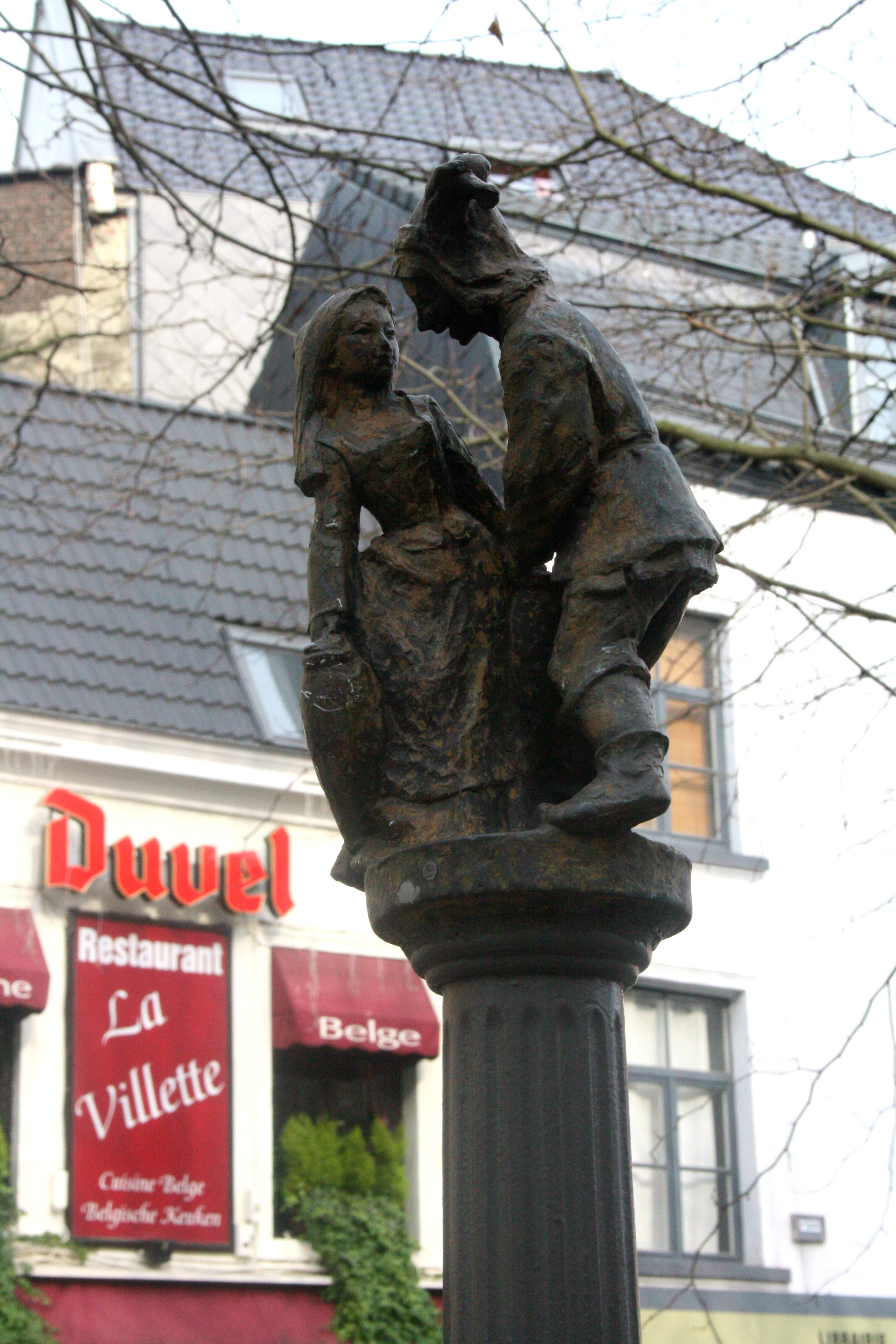
Hofmakerij
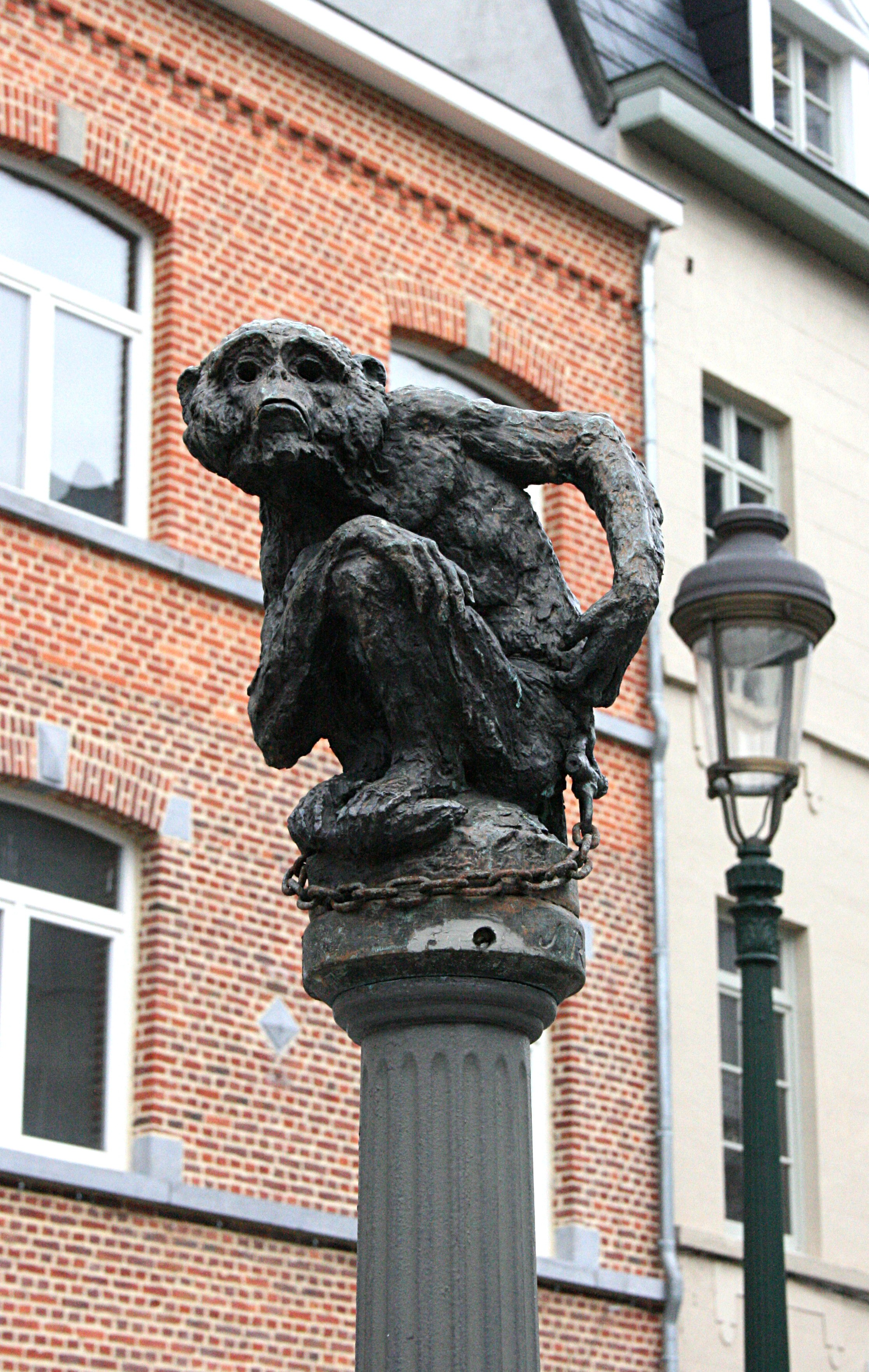
De aap
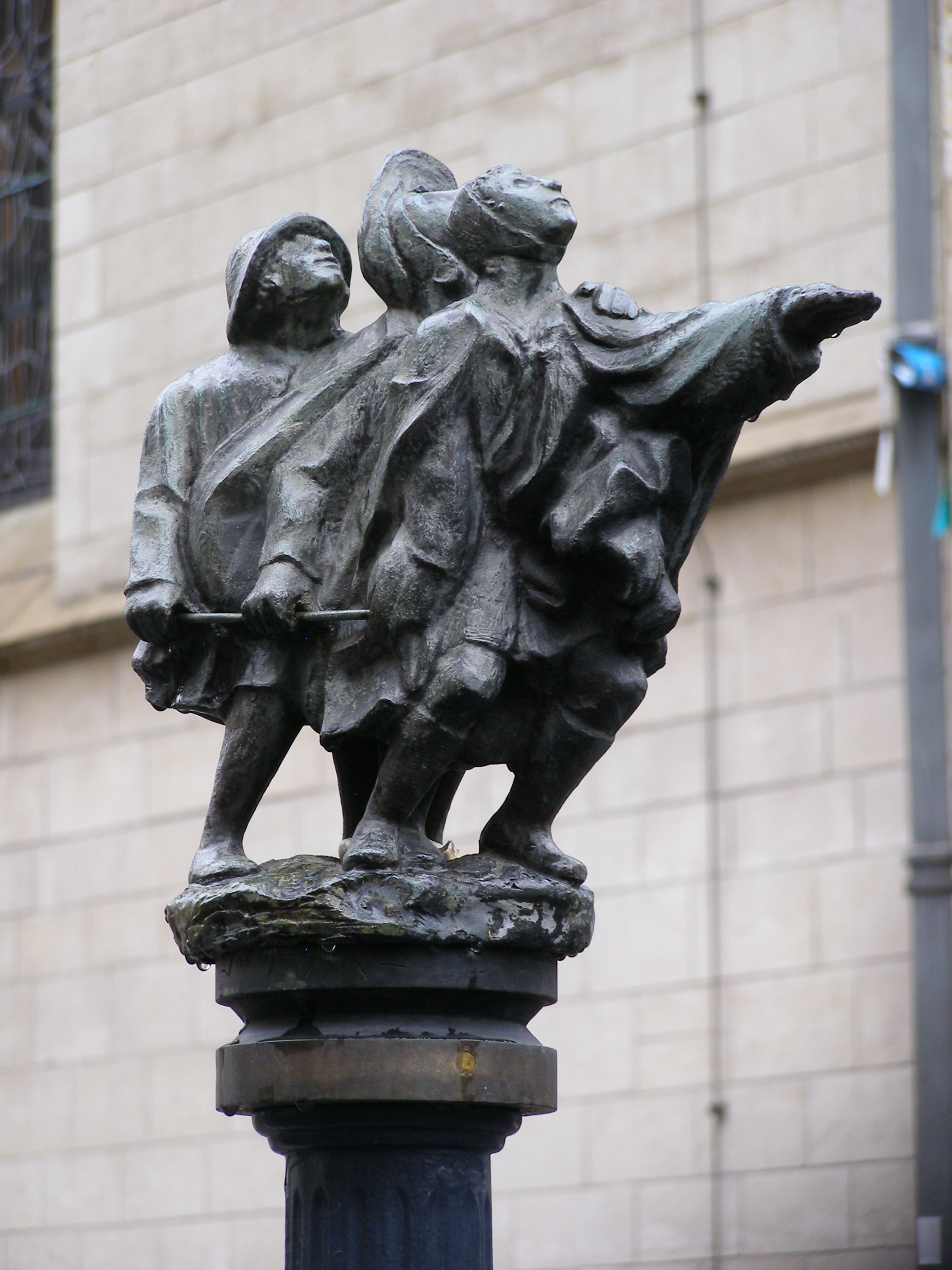
De blinden

## Overzicht
De zes fonteinen gedecoreerd door De Decker zijn:
- De Blinden in de Boterstraat, naar Nederlandse Spreekwoorden en/of De parabel der blinden
- Wiegsters op het De Brouckèreplein, naar De kinderspelen
- De Oogst op de Kaasmarkt (vroeger Oud Korenhuis), naar De korenoogst
- Vette Keuken op de Nieuwe Graanmarkt (in 2007 weggehaald door de stad Brussel nadat de sculptuur zeker acht jaar eerder was gestolen),[1] naar De vette keuken (gegraveerd door Pieter van der Heyden)
- Doedelzakspeler in de Grootgodhuisstraat, naar De boerendans
- Carnaval in de Rollebeekstraat, naar De strijd tussen Vasten en Vastenavond

Jean Roig maakte:
- Haasje-over op het De Brouckèreplein, naar De kinderspelen
- De Aap in de Hoogstraat, naar Twee aapjes
- Babbelessen bij de fontein in de Vossenstraat
- De Hofmakerij op de Oude Graanmarkt, naar De lente (gegraveerd door Pieter van der Heyden)
- Wippen op een ton op het Albertplein in Vorst (vroeger Leopoldpark), naar De kinderspelen
- De Dans, vroeger op het Bloemenhofplein, naar De boerendans of De boerenbruiloft

## Voetnoten
1. ↑  JOUW VRAAG. Waarom is het drinkfonteintje op de Oude Graanmarkt verdwenen?. www.bruzz.be. Gearchiveerd op 9 juli 2021. Geraadpleegd op 1 juli 2021.